# Jang Mi-ran
Jang Mi-ran (koreanska: 장 미란), född 9 oktober 1983 i Gangwon, är en sydkoreansk före detta tyngdlyftare som tävlade i +75-kilosklassen. Hon vann en guldmedalj i olympiska sommarspelen 2008 i Peking och en silvermedalj i Aten 2004. Jang blev den första kvinnan att vinna fyra världsmästerskap i tyngdlyftning när hon vann 2005, 2006, 2007 och 2009.
Jang Mi-ran började träna tyngdlyftning som 14-åring, hon fick sitt genombrott 2002 när hon tog en silvermedalj vid Asiatiska spelen i Busan 2002. I olympiska sommarspelen 2004 tog hon silvermedaljen efter kinesiskan Tang Gonghong.
Jang vann tre raka segrar i världsmästerskapen 2005, 2006 och 2007 samt ett silver vid Asiatiska spelen 2006 där kinesiskan Mu Shuangshuang vann. Vid alla VM hade de två lyft samma vikt, men Jang hade vunnit på lägre kroppsvikt. Då Kina bara fick ställa upp med fyra kvinnliga tyngdlyftare till olympiska sommarspelen 2008 deltog inte Mu i spelen och Jang vann med 49 kilos marginal till silvermedaljören Olha Korobka. Hon satte nya världsrekord i både ryck (140 kg) och stöt (186 kg) vilket gav ett totalresultat på 326 kg.
Jang tog guld vid världsmästerskapen i tyngdlyftning 2009 och vid Asiatiska spelen 2010, vilket tillsammans med guldmedaljen från OS 2008 utgör tyngdlyftningens motsvarighet till en "grand slam".
I februari 2012 grundade hon stiftelsen Jang Miran Foundation, vars syfte är att hjälpa unga atleter i mindre sporter.
Jang kom på en fjärdeplats i olympiska sommarspelen 2012 i London och bestämde sig i januari 2013 för att avsluta sin tyngdlyftningskarriär. Hon tillkännagav detta på en presskonferens där hon även sade att hon vill fokusera på att driva sin stiftelse, samt fortsätta sina studier vid Yong In University.